# Till We Ain't Strangers Anymore
Till We Ain't Strangers Anymore è un singolo del gruppo rock statunitense Bon Jovi, realizzato insieme alla cantante statunitense LeAnn Rimes e pubblicato nel 2007. Il brano è inserito negli album Lost Highway dei Bon Jovi e Family di LeAnn Rimes, in questo secondo caso come bonus track.
Il brano è stato scritto da Jon Bon Jovi, Richie Sambora e Brett James e prodotto da Dann Huff.

## Tracce
- CD Singolo

1. Till We Ain't Strangers Anymore – 4:43
2. Who Says You Can't Go Home (Stripped) – 4:49